# Deutsche Volksmärchen aus Schwaben

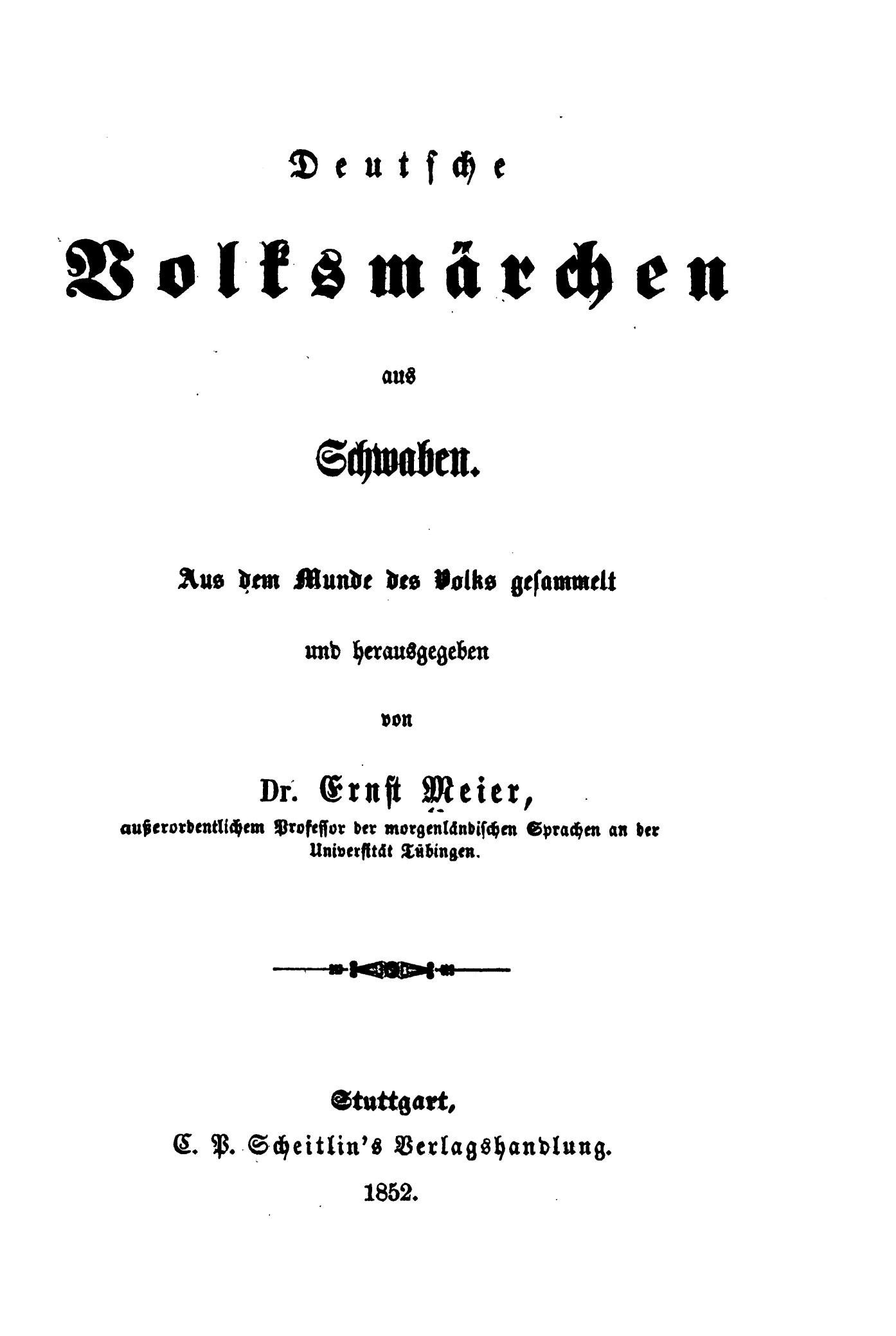

Deutsche Volksmärchen aus Schwaben ist eine Märchensammlung von Ernst Heinrich Meier und erschien 1852 in Stuttgart.
Meiers Vorrede zum Buch führt aus, wie Schwaben in Sagen- und Märchensammlungen bisher fast völlig fehle. Er habe nur wiedergeben wollen, was er gehört habe, und auf Ergänzungen verzichtet. Er geht noch auf die Abgrenzung von Märchen und Sagen ein.
Die 90 Texte sind einfach und kurz, manchmal sehr kurz erzählt. Einige Titel entsprechen schon damals bekannten Grimms Märchen: Nr. 30 Die Brautschau, Nr. 35 Der Schneider im Himmel, Nr. 37 Das tapfere Schneiderlein, Nr. 40 Der Arme und der Reiche, Nr. 62 Bruder Lustig, Nr. 64 Die drei Handwerksburschen. Auch Nr. 41 Der Müller Hildebrand ähnelt Grimms Der alte Hildebrand, Nr. 49 Die drei Raben Grimms Die sieben Raben. Nr. 4 Aschengrittel und Nr. 43 Eschenfidle sind Aschenputtel-Varianten. Nr. 54 Der lustige Ferdinand oder der Goldhirsch und Nr. 72 Der König Auffahrer des Meers entstammen anscheinend Johann Wilhelm Wolfs 1851 erschienenen Werk Deutsche Hausmärchen. Zum Ende stehen einige Reimgeschichten. Der abschließende Anmerkungsteil nennt den Herkunftsort jedes Textes, ähnliche Fassungen etwa bei Grimm, Asbjørnsen, Schott. Vereinzelt versucht Meier, Motive mythologisch herzuleiten.
Die Brüder Grimm nennen Meier in den Anmerkungen zu vielen ihrer Märchen (KHM 3, 21, 24, 25, 27, 29, 32, 35, 36, 40, 46, 47, 49, 57, 60, 64, 65, 71, 80, 81, 88, 95, 96, 100, 104, 115, 120, 142, 152, 155, 159, 166, 192).

## Inhalt
- 1. Der Schäfer und die drei Riesen
- 2. Das Vöglein auf der Eiche
- 3. Der Räuber und die Hausthiere
- 4. Aschengrittel
- 5. Der kranke König und seine drei Söhne
- 6. Donner, Blitz und Wetter
- 7. Von drei Schwänen
- 8. Die vier Brüder
- 9. Die Schultheißen-Wahl
- 10. Hans und der Teufel
- 11. Christus und Petrus auf Reisen
- 12. Die drei Schwestern
- 13. Die Sonne wird Dich verrathen
- 14. Der Löwe, der Bär und die Schlange
- 15. Der Spielmann und die Wanzen
- 16. Der Räuber Matthes
- 17. Die goldene Ente
- 18. Der Büttel im Himmel
- 19. Das Posthorn
- 20. Der Himmelsreisende
- 21. Der dumme Hans
- 22. Fläschlein, thu deine Pflicht!
- 23. Der arme Fischer
- 24. Die Rübe im Schwarzwalde
- 25. Der Sohn des Kohlenbrenners
- 26. Der Schäfer und die drei Jungfrauen
- 27. So lieb wie das Salz
- 28. Hans ohne Sorgen
- 29. Hans und die Königstochter
- 30. Die Brautschau
- 31. Das Schiff, das zu Waßer und zu Lande geht
- 32. Die zwölf Geister im Schloße
- 33. Der angeführte Teufel
- 34. Der Schneider und die Sündflut
- 35. Der Schneider im Himmel
- 36. Die Tochter des Armen und das schwarze Männlein
- 37. Das tapfere Schneiderlein
- 38. König Blaubart
- 39. Der Engel auf Erden
- 40. Der Arme und der Reiche
- 41. Der Müller Hillenbrand
- 42. Der Sohn des Kaufmanns
- 43. Eschenfidle
- 44. Der erlöste Kapuziner
- 45. Der Klosterbarbier
- 46. Die schwarzen Männlein
- 47. Wie ein Schneider von Einer Elle Tuch fünf Viertel gestohlen hat
- 48. Die junge Gräfin und die Waßerfrau
- 49. Die drei Raben
- 50. Der Schatz im Keller
- 51. Der faule Frieder
- 52. Hans holt sich eine Frau
- 53. Simson, thu dich auf!
- 54. Der lustige Ferdinand oder der Goldhirsch
- 55. Der kluge Martin
- 56. Die gescheidte Ziege
- 57. Drei Rosen auf Einem Stiel
- 58. Der Drachentödter
- 59. Der langnasige Riese und der Schloßergesell
- 60. Die Schlange und das Kind
- 61. Das Nebelmännle
- 62. Bruder Lustig
- 63. Der Räuberhauptmann und die Müllerstöchter
- 64. Die drei Handwerksburschen
- 65. Die drei Wünsche
- 66. Die Geschichte von einer Metzelsuppe
- 67. Ei so beiß!
- 68. Die fünf Handwerksburschen auf Reisen
- 69. Die drei todten Schwestern
- 70. Der Ratsherr und das Büble
- 71. Der Tod des Hühnchens
- 72. Der König Auffahrer des Meers
- 73. Die drei Federn des Drachen
- 74. Der Knabe, der zehn Jahr in der Hölle diente
- 75. Der Hahn mit den Goldfedern
- 76. Ein Lügen-Märchen
- 77. Die zwei Mädchen und der Engel
- 78. Hui in mein’ Sack!
- 79. Die Reise zum Vogel Strauß
- 80. Hähnle und Hühnle
- 81. Kätzle und Mäusle
- 82. Jokele
- 83. Wie ein ehrliches Fräulein frühstückt
- 84. Der Birnbaum auf der Haide
- 85. Eine Kinder-Predigt
- 86. Noch eine Predigt
- 87. Kinder-Märlein
- 88. Was die Gans Alles trägt
- 89. Der Brief im Ei
- 90. Die schmale Brücke